# Sharon Needles
Aaron R. Coady (Newton, 28 de novembre de 1981), més conegut com a Sharon Needles, és un intèrpret drag i artista de gravació nord-americà.
Needles, que es va descriure a si mateix com a "geni estúpid, estimada vilipendiada i princesa de PBR", va atraure l'atenció internacional durant la quarta temporada de la sèrie de competició de realitat Logo RuPaul's Drag Race, on ràpidament es va convertir en una de les preferides dels fans i posteriorment va ser coronada com "America's Next Drag Superstar" l'abril de 2012.

## Primers anys de vida
Aaron Coady va néixer a Joan Coady el 28 de novembre de 1981 a Newton, Iowa. Ha estat sincer a l'hora de parlar dels seus anys d'infància creixent a Iowa com un moment difícil en què es va enfrontar a l'assetjament anti-gay i anti-"foraster", que el va portar a abandonar l'escola abans que pogués completar la seva educació secundària.
El 2004, Coady es va traslladar a Pittsburgh, Pennsilvània, on va començar a treballar com a intèrpret drag professional amb el nom artístic de Sharon Needles (un joc de paraules amb la frase "sharin' needles") en discoteques i altres locals amb el grup drag "the Haus of Haunt", que Needles descriu com "un punk rock, una barreja desordenada de molts talentosos i fotuts estranys".

## Carrera
El novembre de 2011, es va anunciar que Needles havia estat seleccionat per competir com a concursant a la quarta temporada de RuPaul's Drag Race. La temporada es va estrenar el 30 de gener de 2012 i, amb Needles guanyant el primer repte, es va convertir en una destacada instantània pel seu sentit de la moda "macabro" i les seves opcions de maquillatge poc convencionals. La nit de l'episodi d'estrena, el columnista d' Entertainment Weekly Tanner Stransky va elogiar l'estil macabre de Needles com a "geni de la mort" i va preguntar retòricament "Sharon Needles és la concursant més "sickening"?".
Al llarg de la quarta temporada de Drag Race, Needles va ser estimada per al públic i es va convertir en una de les preferides dels mitjans de comunicació, dels jutges i dels espectadors pel seu enginy, confiança, humilitat i singularitat, així com per la seva estètica "transgressora". El 27 de març de 2012, Lady Gaga va tuitejar: "Sharon Needles looks FABULOUS 2night on drag race. Very Born This Way outfit/fame monster wig. Any rentals for my tour? #needthatbodysuit." La mateixa Needles va admetre que era ambivalent a l'hora de creure que podia guanyar, afirmant: "Sent una reina còmica, campy, shtick i veient fins a quin punt van arribar aquests tipus de reines en temporades passades, m'hauria sorprès si superès el primer dia".

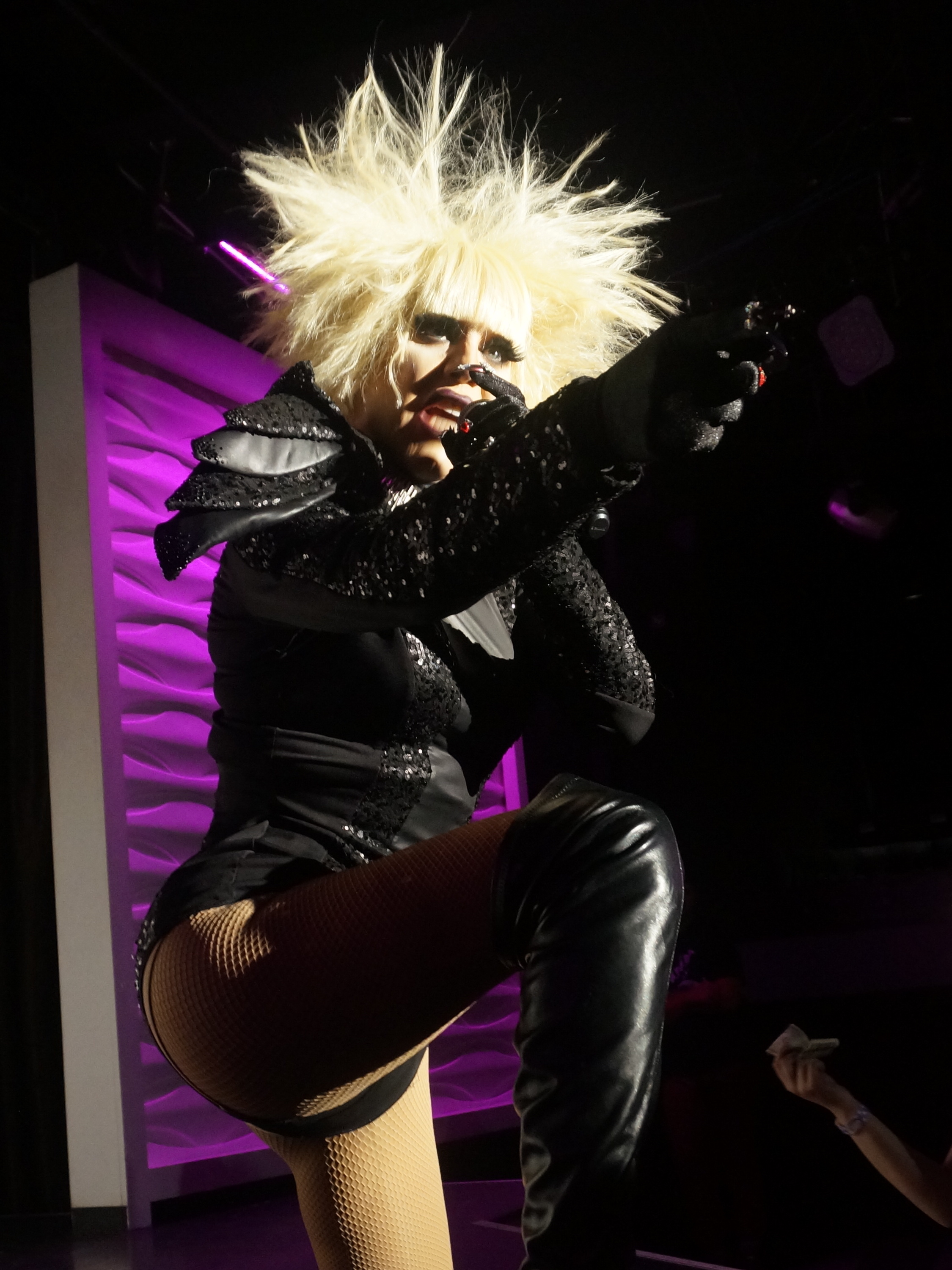
Needles actuant el març del 2017

El juny de 2012, Needles va guanyar la votació de Facebook per aparèixer com a concursant a RuPaul's Drag Race: All Stars, però es va negar, com a campió vigent, a participar en la competició. També va confirmar que el seu substitut a la competició seria el professor de RuPaul's Drag Raece i el segon classificat a la votació de Facebook, Pandora Boxx. Needles es va convertir en presentadora de terror l'octubre de 2012 quan va començar a presentar pel·lícules de terror i suspens emeses a la cadena Logo sota el títol de la sèrie Fearce! Needles també es va convertir en el rostre d'una campanya publicitària de People for the Ethical Treatment of Animals que promou el vegetarianisme, apareixent en cartells publicitaris arreu dels Estats Units. El juny de 2012, l' Ajuntament de Pittsburgh va emetre una proclama oficial declarant el 12 de juny de 2012, "Sharon Needles Day".
Sharon Needles també va ser votada com la "Millor intèrpret drag" de Pittsburgh 2015 pel personal del Pittsburgh City Paper.

## Vida personal
Needles va tenir una relació de quatre anys amb el concursant de RuPaul's Drag Race Justin Honard, més conegut pel seu nom artístic Alaska Thunderfuck; van acabar la seva relació l'any 2013, però van romandre amics. Needles també va mantenir una relació a llarg termini amb l'artista especial d'FX Chad O'Connell. Els dos van començar a sortir a finals del 2013 i es van comprometre el 2015. Es van separar l'estiu del 2020. Needles viu actualment a Pittsburgh, Pennsilvània.